# Victor Herbert
Victor August Herbert (Dublino, 1º febbraio 1859 – New York, 26 maggio 1924) è stato un compositore, violoncellista e direttore d'orchestra irlandese.
Viene ricordato soprattutto per le sue operette e le sue commedie musicali che, dal 1890 fino alla prima guerra mondiale, riscossero grande successo a Broadway.

## Biografia
Nato in Irlanda, Victor Herbert crebbe in Germania. All'inizio del 1880, iniziò la sua carriera di violoncellista a Vienna e a Stoccarda, cominciando nel contempo anche quella di compositore. Nel 1886, insieme a sua moglie, la cantante lirica Therese Förster, si recò negli Stati Uniti, messo sotto contratto dal Metropolitan come primo violoncellista.
Negli Stati Uniti, continuò la sua carriera di musicista. Fu anche insegnante di direzione orchestrale e composizione al conservatorio. Diresse la Pittsburgh Symphony Orchestra dal 1898 al 1904, quindi fondò una propria compagine musicale, la Victor Herbert Orchestra che avrebbe poi diretto per il resto della vita.
Una particolare operetta musicata da lui è Babes in Toyland (Bimbi nel paese di Balocchia, una sorta di rivisitazione della storia di Alice nel paese delle meraviglie) scritta da Glen MacDonough rappresentata nel 1903. L'operetta ebbe ancor più successo nel 1934 quando Stan Laurel e Oliver Hardy (noti in Italia come Stanlio e Ollio) ne presero spunto per il film Nel paese delle meraviglie nel quale aggiungono nella normale trama i loro due buffi e strampalati personaggi a servizio della pastorella Bo-Peep e del suo innamorato Tom-Tom. Seguì Natoma opera in tre atti del 1911.
Naughty Marietta è un'operetta (libretto di Rida Johnson Young) in due atti che ha avuto successo nell'anteprima a Syracuse (New York) il 24 ottobre 1910 con Peggy Wood e dal successivo 7 novembre la prima al New York Theatre per il Broadway theatre arrivando a 136 recite e da cui è stato tratto Terra senza donne (film 1935) con Jeanette MacDonald e Nelson Eddy. Nei numeri musicali è presente Italian Street Song cantata per la prima volta da Emma Trentini e resa nota dalla MacDonald, da Eleanor Steber con Percy Faith, Beverly Sills, Anna Moffo, Cristina Deutekom e Sumi Jo.
Sweethearts è un'operetta in due atti andata in scena l'8 settembre 1913 nel New Amsterdam Theatre spostata poi al Liberty Theatre per il Broadway theatre ed ha raggiunto 136 recite. Nel 1947 viene ripreso a Shubert Theater per Broadway diretto da Robert Russell Bennett ed arriva a 288 recite.
The Princess Pat è un'operetta in tre atti (libretto di Henry Blossom) che ha la prima assoluta il 29 settembre 1915 al Cort Theatre per il Broadway theatre e raggiunge 158 recite.
Herbert muore nel 1924 e viene sepolto nel cimitero di Woodlawn nel Bronx, New York.

## Spettacoli teatrali
- The Wizard of the Nile, opera comica in 3 atti, libretto e liriche di Harry Bache Smith (successo nell'Auditorium Theatre di Chicago 26 settembre 1895 e Broadway theatre con Frank Daniels, dal 4 novembre 1895 per 105 recite)
- The Serenade (Broadway, dal 16 marzo 1897 per 79 recite)
- The Fortune Teller (Broadway, 26 settembre 1898 per 40 recite)
- Cyrano de Bergerac (Broadway, 18 settembre 1899)
- The Singing Girl (Broadway, 23 ottobre 1899)
- The Ameer (Broadway, 4 dicembre 1899)
- The Viceroy (Broadway, 30 aprile 1900)
- Babes in Toyland (Broadway, 13 ottobre 1903)
- A Midsummer Night's Dream o Sogno di una notte di mezza estate (Mendelssohn) (arrangiamento musicale di Herbert) (New Amsterdam Theatre, 2 novembre 1903 per 24 recite)
- Babette (Broadway, 16 novembre 1903 per 59 recite)
- It Happened in Nordland, libretto di Glen MacDonough (Broadway, 5 dicembre 1904 con Marie Cahill per 254 recite)
- Babes in Toyland (Broadway, 2 gennaio 1905)
- Victor Herbert's Concert (Broadway, 30 aprile 1905)
- Lifting the Lid di Jean Schwartz (aggiunte musicali di Herbert) (Broadway, 5 giugno 1905 per 72 recite)
- Miss Dolly Dollars, prodotto da Charles Dillingham (Broadway, 4 settembre 1905 con Carter DeHaven per 112 recite)
- Wonderland, libretto di Glen MacDonough (Broadway, 24 ottobre 1905 per 73 recite)
- Mlle. Modiste, libretto di Henry Blossom, prodotto da Charles Dillingham (Broadway, 25 dicembre 1905 per 202 recite) con il soprano Fritzi Scheff (141 recite al Metropolitan Opera) e Claude Gillingwater che al Knickerbocker Theatre arriva a 202 recite
- Mlle. Modiste, prodotto da Charles Dillingham (Broadway, 1º settembre 1906 con la Scheff e Gillingwater per 22 recite)
- The Red Mill, libretto di Henry Blossom (Broadway, 24 settembre 1906) con Fred Stone e David C. Montgomery raggiunge 274 recite
- Miss Dolly Dollars (Broadway, 8 ottobre 1906 per 16 recite)
- About Town di Melville Ellis e Raymond Hubbell con aggiunte musicali di Herbert (Broadway, 15 novembre 1906 con George Beban e Vernon Castle per 53 recite)
- Dream City (Broadway, 24 dicembre 1906 per 102 recite)
- The Magic Knight (Broadway, 25 dicembre 1906 con Otis Harlan per 102 recite)
- The Tattooed Man (Broadway, 18 febbraio 1907 per 59 recite)
- The Land of Nod and The Song Birds la musica del I atto di Joseph Edgar Howard e del II di Herbert (Broadway, 1º aprile 1907 per 17 recite)
- Mlle. Modiste (Broadway, 20 maggio 1907 con la Scheff e Gillingwater per 29 recite)
- Mlle. Modiste (Broadway, 9 settembre 1907 con la Scheff e Gillingwater per 21 recite)
- Algeria, libretto di Glen MacDonough (Broadway, 1º agosto 1908 con la regia di George F. Marion per 48 recite)
- Little Nemo (New Amsterdam Theatre per Broadway, 20 ottobre 1908 per 111 recite)
- The Prima Donna, libretto di Henry Blossom (Broadway, 30 novembre 1908 con la Scheff per 72 recite)
- The Rose of Algeria, libretto di Glen MacDonough (Broadway, 20 settembre 1909 e Teatro del West End, 15 novembre 1909 per 48 recite)
- Old Dutch (Broadway, 22 novembre 1909 con John Bunny e Vernon Castle per 88 recite)
- Naughty Marietta, libretto di Rida Johnson Young (Syracuse (New York), 24 ottobre 1910)
- Naughty Marietta (Broadway, 7 novembre 1910 diretta da Gaetano Merola per 136 recite)
- When Sweet Sixteen, musical in 2 atti (Broadway, 14 settembre 1911 per 12 recite)
- The Duchess (Broadway, 16 ottobre 1911 con la Scheff per 24 recite)
- The Enchantress (Broadway, 19 ottobre 1911 per 112 recite)
- The Lady of the Slipper (Broadway, 28 ottobre 1912 con Vernon Castle per 232 recite)
- Mlle. Modiste (Broadway, 26 maggio 1913 con la Scheff per 24 recite)
- Sweethearts (Broadway, 8 settembre 1913 per 136 recite)
- The Madcap Duchess (Broadway, 11 novembre 1913 per 71 recite)
- The Only Girl, libretto di Henry Blossom (Broadway, 2 novembre 1914 per 240 recite)
- The Debutante (Broadway, 7 dicembre 1916 con la regia di F. Marion per 48 recite)
- The Princess Pat, libretto di Henry Blossom (Broadway, 29 settembre 1915 con il soprano Eleanor Painter per 158 recite)
- The Century Girl (Broadway, 6 novembre 1916)
- Eileen, libretto di Henry Blossom (Broadway, 19 marzo 1917 per 64 recite)
- Ziegfeld Follies of 1917 (Broadway, 12 giugno 1917)
- Miss 1917, libretto di Guy Bolton e P. G. Wodehouse (Broadway, 5 novembre 1917)
- Her Regiment (Broadway, 12 novembre 1917 per 56 recite)
- Madeleine (Metropolitan Opera 24 gennaio 1914 diretta da Giorgio Polacco con Frances Alda ed Antonio Pini-Corsi e Broadway, 30 settembre 1918)
- The Velvet Lady (New Amsterdam Theatre, 3 febbraio 1919 per 136 recite)
- Ziegfeld Follies of 1919 musica di Irving Berlin ed il balletto di Herbert (New Amsterdam Theatre, 16 giugno 1919 con Eddie Cantor per 171 recite)
- Angel Face (Broadway, 29 dicembre 1919 per 57 recite)
- My Golden Girl (Broadway, 2 febbraio 1920 per 105 recite)
- Ziegfeld Follies of 1920 (Broadway, 22 giugno 1920)
- The Girl in the Spotlight (Broadway, 12 luglio 1920 per 56 recite)
- Sally (Broadway, 21 dicembre 1920)
- Ziegfeld Follies of 1921, musiche di Herbert, Rudolf Friml e Dave Stamper (Broadway, 21 giugno 1921 per 119 recite)
- Ziegfeld Follies of 1922 (Broadway, 5 giugno 1922)
- Orange Blossoms (Broadway, 19 settembre 1922)
- Ziegfeld Follies of 1923 (Summer Edition) (versione rivista del 1922), musiche di Herbert, Louis Hirsch e Stamper (Broadway, 25 giugno 1923 con Cantor per 96 recite)
- Sally (Broadway, 17 settembre 1923)
- Ziegfeld Follies of 1923, musiche di Herbert, Friml e Stamper (Broadway, 20 ottobre 1923 con Paul Whiteman per 233 recite)
- Ziegfeld Follies of 1924, musiche di Herbert, Raymond Hubbell e Stamper (Broadway, 24 giugno 1924 per 295 recite)
- The Dream Girl, libretto di Rida Johnson Young (Broadway, 20 agosto 1924 con Fay Bainter per 117 recite)
- Sweethearts (Broadway, 21 settembre 1929 per 17 recite)
- Mlle. Modiste, revival (Broadway, 7 ottobre 1929 per 48 recite)
- Naughty Marietta, revival (Broadway, 21 ottobre 1929 per 16 recite)
- The Fortune Teller, revival (Broadway 4 novembre 1929 per 16 recite)
- The Serenade, revival (Broadway 4 marzo 1930 per 15 recite)
- Babes in Toyland, revival (Broadway, 20 dicembre 1930)
- Naughty Marietta, revival (Broadway, 16 novembre 1931 per 16 recite)
- Naughty Marietta, revival (Broadway, 7 dicembre 1931 per 8 recite)
- The Only Girl, revival (Broadway, 21 maggio 1934 per 16 recite)
- Gypsy Blonde (Broadway, 25 giugno 1934)
- The Red Mill, revival (Broadway, 16 ottobre 1945) con Michael O'Shea e Charles Collins raggiunge 531 recite
- Gipsy Lady (Broadway, 17 settembre 1946 per 79 recite)
- Sweethearts, revival (Broadway, 21 gennaio 1947 diretto da Robert Russell Bennett per 288 recite)
- Tintypes (Broadway, 23 ottobre 1980)
- Thoroughly Modern Millie con I'm Falling in Love with Someone da Naughty Marrietta di Herbert (Broadway, 18 aprile 2002 per 903 recite)

## Filmografia
- Mademoiselle Modiste, regia di Robert Z. Leonard (1926)
- The Red Mill, regia di William Goodrich (Roscoe 'Fatty' Arbuckle) (1927)
- Bear Shooters, regia di Robert F. McGowan (1930)
- Kiss Me Again, regia di William A. Seiter (1930)
- Il villaggio incantato o Nel mondo delle meraviglie (Babes in Toyland), regia di Gus Meins e Charley Rogers (1934)
- Terra senza donne (Naughty Marietta), regia di Robert Z. Leonard e W. S. Van Dyke (non accreditati)
- Sweethearts, regia di W. S. Van Dyke e, non accreditato, Robert Z. Leonard (1938)